# Haji Alis mausoleum

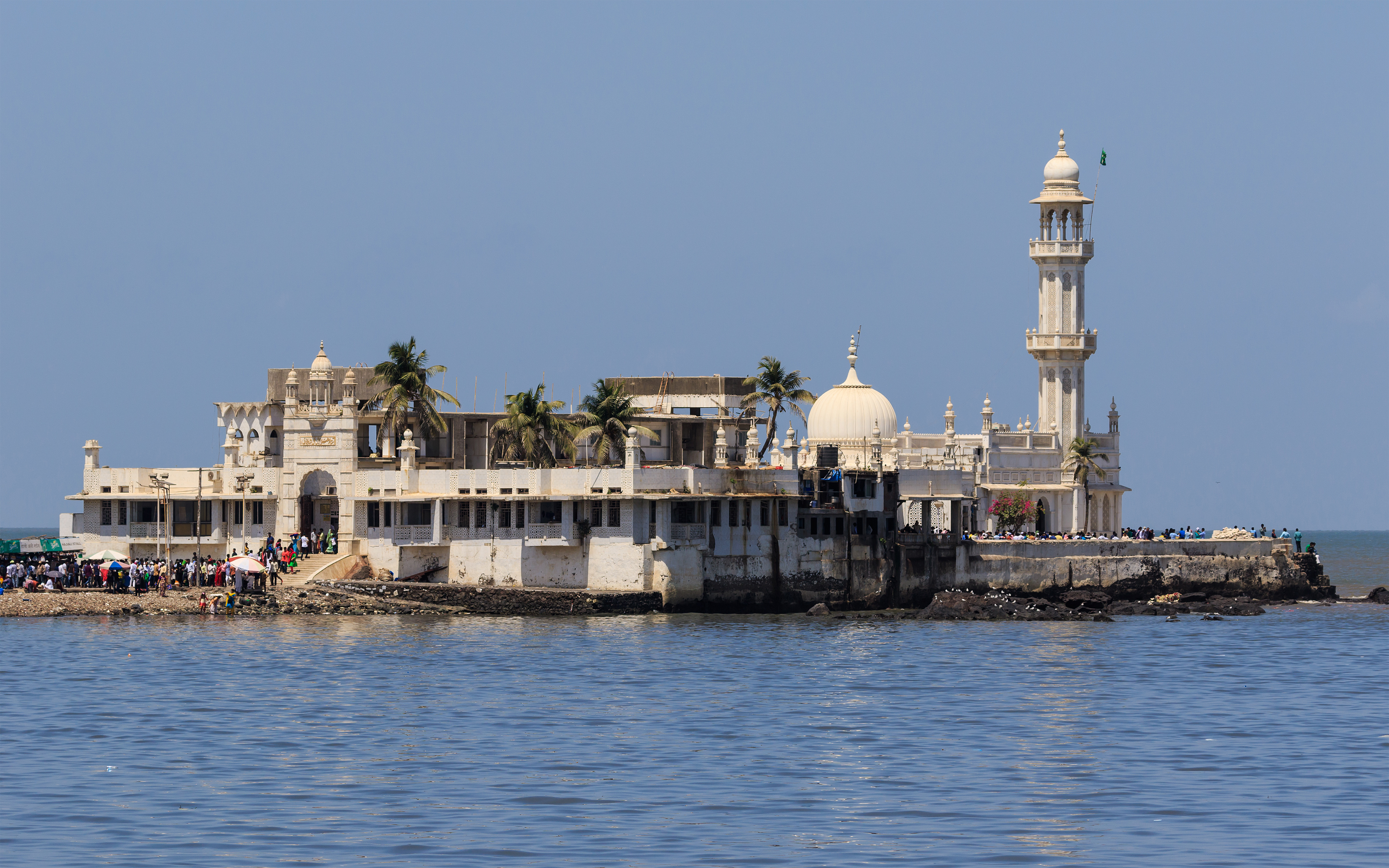
Haji Ali Dargah sett från Worli.

Haji Alis mausoleum (Haji Ali Dargah) i den indiska staden Bombay är en moské och dargah (mausoleum) uppfört på en för ändamålet byggd pir. Mausoleet ligger drygt 150 meter från land, och kan nås endast när tidvattnet står lågt. Den är ett av Bombays mest kända landmärken.
Haji Ali var en rik muslimsk affärsman som tog avstånd från världslig rikedom, och sedan avled vid pilgrimsresa till Mekka. Han betraktas av många indiska muslimer närmast som en form av helgon.
Haji Ali hjälpte många kvinnor men år 2012 förbjöds de att be vid hans grav. Beslutet överklagades och en domstol upphävde förbudet med hänvisning till principen om lika rättigheter för män och kvinnor.